# Халуцинаторно задовољење
Халуцинаторно задовољење подразумева остварење нагонских циљева путем маште на замишљен начин. Јавља се у сну, фантазму, магијском мишљењу и другим видовима игнорисања стварности у корист природне илузије. Често је и реакција на грубу реалност, која онемогућава жељено задовољство.